# Castries (quận)
Castries là một quận của đảo quốc Saint Lucia ở Caribe. Theo thống kê năm 2002cdân số của quận là 64.957 người.Thủ đô của Saint Lucia là thành phố Castries nằm trên quận này. 